# Cortana (Halo)

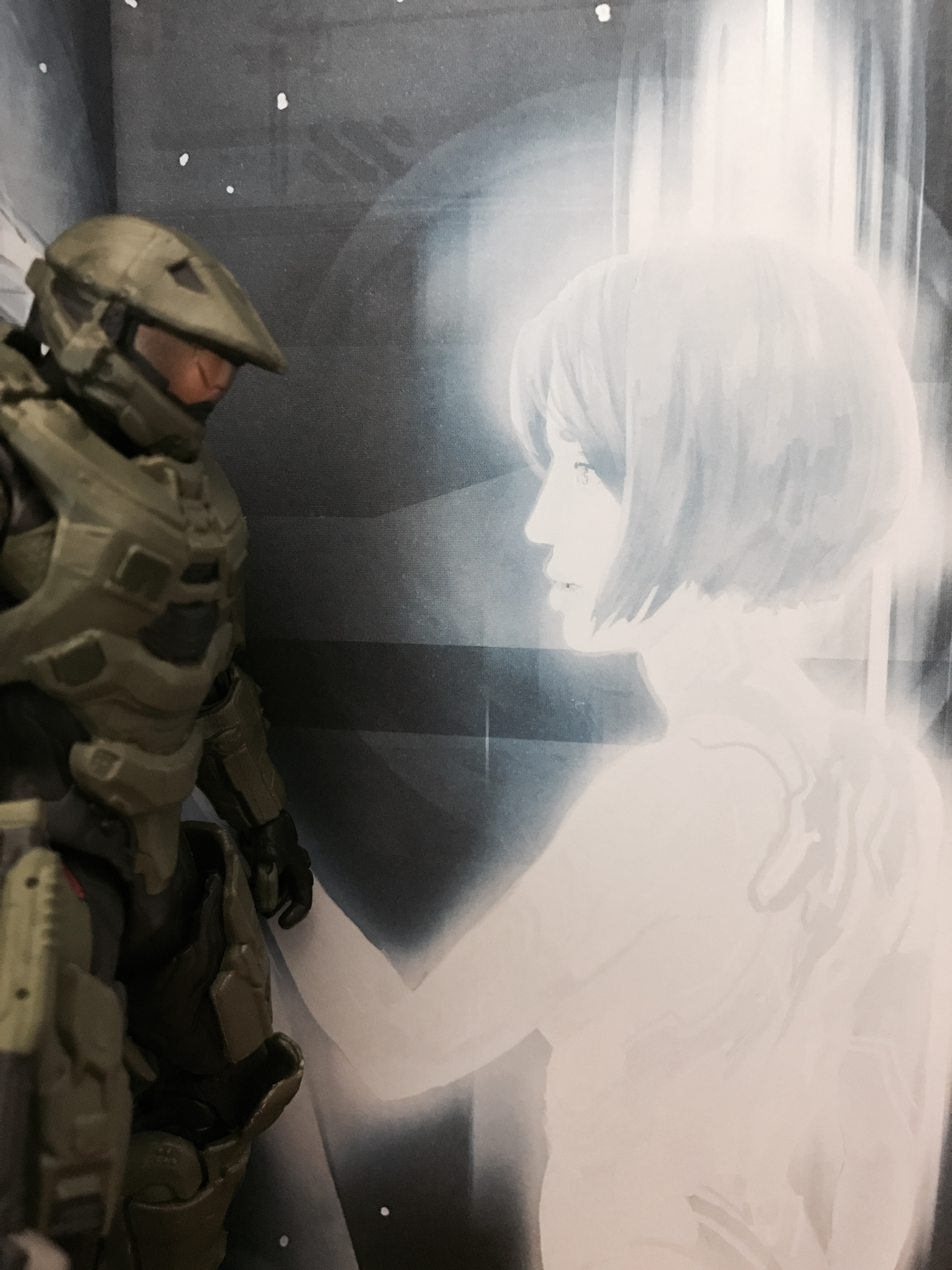
Master Chief och Cortana

Cortana är en karaktär med artificiell intelligens i spelserien Halo. Rösten görs av Jen Taylor. 
Cortana är med i Halo: Combat Evolution och dess uppföljare, Halo 2, Halo 3, Halo 4 och Halo 5: Guardians. Hon är även med i föregångaren Halo: Reach, såväl som i flera franchisens romaner, serier och produkter. 
Under spelets gång tillhandahåller Cortana direktiv och taktisk information till spelaren, som ofta tar rollen som Master Chief Petty Officer John-117. I berättelsen är hon med för att förhindra aktiveringen av Halo-installationerna, vilket skulle ha förstört allt liv i galaxen.

## Medverkar i

### Spel
- Halo: Reach
- Halo: Combat Evolved
- Halo 2
- Halo 3
- Halo 4
- Halo 5: Guardians